# Точка (банк)
Банк «То́чка» (ООО «Банк Точка», до 2023 года — АО «Точка») — российский необанк без физических офисов, сфокусирован на создании экосистемы сервисов для юридических лиц, ориентирован на дистанционное обслуживание предпринимателей и малого и среднего бизнеса. «Точка» основана в 2015 году, долгое время работала как финтех-платформа на основе «родительской» финансовой организации. В 2023-м банк «Точка» получил собственную банковскую лицензию в Центробанке.

## История

### Предпосылки
Банк «Точка» был создан командой прекратившего деятельность «Банк24.ру» на основе собственных технологий дистанционного банковского обслуживания предпринимателей. В 2000-х годах «Банк24.ру» первым в России использовал модель круглосуточного онлайн-банка, а с 2013 года сосредоточился на развитии РКО и сервисах для бизнеса. Он первым на российском рынке предоставил клиентам доступ к расчётному счёту с телефона, автоматическое распознавание счетов и формирование документов, онлайн-оповещения о постановлениях ФНС и автоматическую проверку контрагентов. Клиенты высоко ценили организацию за внимание к потребностям малого и среднего бизнеса, качественные банковские услуги и небанковские сервисы, быстрое обслуживание и удобный интернет-банк. В 2014 году по результатам опроса портала Банки.ру, «Банк24.ру» возглавлял «народный рейтинг» по уровню обслуживания клиентов. С ними были солидарны специалисты: банк занимал верхние строчки рейтинга интернет-банков по версии Markswebb.
Несмотря на то, что «Банк24.ру» сумел пережить финансовый кризис 2008 года, в 2014 году его лицензия была отозвана. Причиной стали клиенты банка, занимавшиеся «отмыванием денег»: согласно заявлению Центробанка, «Банк24.ру» был уличён в «проведении сомнительных операций с наличными и безналичными денежными средствами в крупных объёмах». Несмотря на ликвидацию, банк сумел выплатить деньги своим кредиторам. В свою очередь, клиенты проявили исключительную лояльность и более пяти тысяч человек подписали петицию в адрес главы Центробанка, в которой просили отменить решение.

### Развитие
Аналитики предполагали, что цифровая платформа «Банка24.ру» может быть продана крупному федеральному банку, заинтересованному в отдельном продукте для малого и среднего бизнеса. Так и произошло: в декабре 2014 года менеджмент банка договорился с финансовой группой «Открытие» о передаче технологий и переходе сотрудников в новую структуру — специально созданный филиал «Бизнес онлайн» Ханты-Мансийского банка Открытие. Новый сервис для обслуживания предпринимателей получил название «Точка» — так «Банк24[точка]ру» неофициально именовали с конца 2000-х годов.
О запуске «Точки» было объявлено в начале 2015 года. Туда перешли 350 из 900 бывших сотрудников «Банка24.ру»: IT-специалисты, создатели продуктов, контакт-центр и топ-менеджмент. Первыми городами, где «Точка» начала работать, стали Москва, Петербург, Екатеринбург, Казань, Челябинск, Новосибирск и Красноярск. После реструктуризации «Открытия» летом 2016 года «Точка» стала одноимённым филиалом «Финансовой корпорации Открытие». В последующем сентябре «Открытие» объявило о выходе «Точки» на операционную безубыточность.
В августе 2017 года в рамках сотрудничества «Открытия» и компании Qiwi «Точка» договорилась с последней о работе по мультибанковской модели. Так, «Киви банк» получил возможность использовать технологическую платформу «Точки», а клиенты «Точки» первыми в стране смогли выбирать, в каком из двух банков хранить деньги. Также стороны договорились, что Qiwi в дальнейшем приобретёт у «Открытия» торговую марку и программное обеспечение «Точки». Сделка по продаже ПО была завершена осенью 2017 года, а договорённости по правам на торговую марку структурированы летом 2018 года в рамках нового юридического лица, в капитал которого вошли обе компании.
В июле 2021 года Qiwi объявила о продаже 40 % доли в «Точке» банку «Открытие». Сделка была закрыта в сентябре, доля «Открытия» выросла до 90 % + 1 акция, стоимость продажи оценивается почти в 5 млрд рублей. Согласно отчётности «Точки», в 2021 году выручка составила 12,1 млрд рублей, а чистая прибыль — 2,8 млрд.
В конце февраля 2022 года банк «Открытие» попал под американские санкции из-за вторжения России на Украину. На «Точку» не были наложены прямые санкции, но банк пострадал как актив «Открытия». С 25 февраля пользователи банка не могли совершать валютные операции с клиентами вне страны. «Точка» даже рекомендовала временно пользоваться валютными счетами других банков. Внутри России все услуги и сервисы банка были доступны в полном объёме. В марте из App Store и Play Market вместе с приложениями подсанкционных банков стала недоступна и «Точка».

### Современность
В марте 2022 года банк «Открытие» продал 90 % акций плюс одну бумагу банку «Траст» за 20,9 млрд рублей, ещё 10 % минус одна акция осталось у кипрской компании Catalytic People. В апреле стало известно, что ВТБ покупает банк «Открытие». «Точка» на тот момент уже не была активом «Открытия» и не вошла в периметр сделки, что подтверждает и ВТБ.
В сентябре 2022-го банк «Точка» провёл первый масштабный ребрендинг и заявил о новом фокусе на создании экосистемы для бизнеса. В декабре «Траст» начал искать покупателей своей доли банка. По данным «Коммерсанта», в переговорах участвовал «Тинькофф» (представители банка это отрицают). А уже в январе 2023 года Банк России зарегистрировал «Точку» как самостоятельную компанию и выдал универсальную банковскую лицензию. Счета предпринимателей, ранее открытые на базе банка «Открытия», будут перенесены с сохранением номера, изменятся БИК и корсчёт.
В марте 2023 компания Invest finance LLC, принадлежащая владельцам авиакомпании S7 — семье Филёвых — выкупила у основателей «Точки» миноритарную долю в 10% минус одна акция. Это даст Филёвым право приоритетной покупки остального пакета, продажа которого запланирована на 2023 год.
13 апреля 2023 года «Траст» выставил на открытые торги свой пакет «Точки» с начальной нижней ценой 22,7 миллиардов рублей, на это время у него насчитывалось более 400 тысяч активных клиентов. Срок закрытия заявок — 17 июня.
10 июля 2023 года пакет акций «Точки», принадлежавший «Трасту», был продан за 41,5 млрд руб. при начальной цене в 24,7 млрд. Некоторые СМИ заявляли, что актив выкупит его менеджмент и консорциум инвесторов с участием «Интерроса», при этом никто из инвесторов не будет обладать контролем в компании. Сделка была закрыта в конце августа 2023 года, покупатель не называется, однако известно, что это миноритарный акционер «Точки».

## Модель бизнеса
«Точка» — цифровой банк для предпринимателей, который до 2023 года работал как мультибанковская платформа с филиалами в банках «Открытие», «Киви Банк» и «Траст». Клиенты «Точки» могли использовать её банковские продукты независимо от того, в каком банке-партнёре они хранят деньги. «Точка» не имеет отделений и оказывает все услуги онлайн — через интернет-банк и приложения для Android и iOS (временно не доступны).
«Точка» помогает клиентам регистрировать ИП или ООО, вести бухучёт на УСН, взаимодействовать с налоговой. Для участия в электронных торгах она предлагает оформление электронной подписи, открытие спецсчёта и управление его балансом, поиск тендеров, подачу заявок на займы под обеспечение торгов и на получение банковской гарантии. С 2019 года для работы с торгами существует отдельное приложение «Тендеры Точка». Среди прочих услуг — инструменты для работы с краудфандинговыми и краудинвестинговыми платформами: открытие номинальных счетов и API для работы с ними, учёт инвесторов. «Точка» предлагает проверку сотрудников и контрагентов, составляет и проверяет документы для внешнеэкономической деятельности. С декабря 2019 года «Точка» предоставляет клиентам займы на предпринимательские нужды на сумму до 2 млн рублей.
Весной 2020 года банк создал фонд поддержки предпринимателей, пострадавших из-за пандемии Covid-19, куда вложил 10 млн рублей, ещё 2,5 млн внесли компании и физлица. Одновременно для этой же группы бизнеса на 3 месяца была отменена абонентская плата, а новым клиентам начислялась премия за оборот свыше 1 млн рублей.
«Точка» участвует в пилотном проекте Национальной системы платежных карт (в январе 2022 года она стала первым получателем b2b-перевода по QR-коду через СБП) и в эксперименте ФНС с автоматизированной упрощенной системой налогоболожения (АУСН). С июля 2022-го АУСН можно подключить только через уполномоченный банк, интегрированный с ИТ-системами налоговой, в пилотной группе всего пять банков. Проект запущен в Москве, Татарстане, Московской и Калужской областях.

#### Сервисы
С 2019 года банк регулярно представляет сервисы, делится планами и новостями в прямом эфире на собственном онлайн-мероприятии «Большое демо», где в разное время были представлены следующие услуги и сервисы:
- Помощь с выходом на международные рынки через сервис отдела валютных операций[72]
- Автоматизация выплат от агрегаторов для таксопарков[72][73]
- «Точка Нетворк» — помощь предпринимателям в развитии сети деловых знакомств[74][75]. После релиза состоялся публичный диалог основателя сервиса для знакомства предпринимателей Uniter Дмитрия Волощука с банком, который обвинил «Точку» в копировании своего стартапа, банк в свою очередь пояснил, что Волощук отказался от сделки, в результате услугу строят на другой технологии мэтчинга от Meetsup[76].
- «Точка Маркетплейсы» — сервис помогает с регистрацией и масштабированием бизнеса на маркетплейсах Ozon, Wildberries и «Яндекс.Маркет»[77][78]. Сервис работает в связке с рекламной платформой для бизнеса «Точка Реклама», созданной на основе сервисов группы компаний «Мэрилин», которую банк купил летом 2022 года[79].
- «Точка Эксперты» — сервис консультаций с бизнес-экспертами и обмена предпринимательским опытом[80].
- Точка банк запустил новый сервис по оптовой закупке товаров из Китая и Индии для предпринимателей. По итогам 2025 года сервис намерен достичь выручки в 10 млрд рублей и запустить новые направления доставки, например, из Южной Кореи[81]. Сервис работает с закупками от 500 000 руб. — это минимальная сумма заказа товара у поставщика, не включая прочие расходы на логистику. Комиссии составляют от 5 до 10% в зависимости от суммы заказа.  Он предназначен для товарного бизнеса по всей России. Например, сервисом могут воспользоваться селлеры маркетплейсов, фабрики и производства, владельцы собственных брендов, оптовые дистрибьюторы.  Компания возьмёт на себя проведение платежей, логистику, таможенное оформление, проверку качества произведенных товаров, маркировку и доставку до адреса: предпринимателю будет достаточно оставить заявку на товар[81].

#### Дополнительно
Банк занимается благотворительными проектами. В 2018 и 2019 году «Точка» отправляла сэкономленные деньги в Фонд Хабенского, в августе 2021-го провела флешмоб-сбор в пользу благотворительных организаций Екатеринбурга.
Консультационные проекты банка: совместный с Яндекс.Бизнес «Всеми силами», где опытные бизнесмены отвечают на вопросы предпринимателей, Pitch Day с клубом инвесторов United Investors, где можно получить финансирование для реализации представленной идеи.
Банк регулярно выпускает креативные ролики про предпринимателей, к созданию которых привлекает известных людей. Так, видео с актёром Юрием Колокольниковым из серии под общим названием «Скажи это делом!» для «Точки» снимал режиссёр Илья Найшуллер (проект получил бронзу на фестивале Red Apple), а Эмир Кустурица для банка снял клип на песню The Hatters. В 2022 году Beat Film Festival совместно с «Точкой» анонсировали создание серии короткометражных фильмов и объявили опен-колл для режиссёров.
Летом 2022 года «Точка» и «Иннополис» открыли акселератор для ИТ-стартапов, ориентированных на сервисы для логистики, найма и образования. Для победителей заложен бюджет до 500 млн рублей. В это же время банк «Точка» вместе с командой Beat Film Festival провели в Москве конференцию ТОК с разбором конкретных кейсов для обмена опытом представителей малого и среднего бизнеса.
В ноябре 2022-го банк представил клиентам NFC-кольца с возможностью оплаты покупок.

## Санкции
20 июля 2023 года, на фоне вторжения России на Украину, банк попал в санкционный список Канады «организаций связанных с российским военно-промышленным комплексом, включая финансовые и телекоммуникационные компании».
12 июня 2024 года банк попал в блокирующий санкционный список США против сектора оборонной промышленности, так как он оказывает финансовые услуги организациям, поддерживающим российские боевые подразделения и организации снабжающие боеприпасами российских военнослужащих.

## Признание
С 2015 года «Точка» регулярно занимает верхние строчки рейтингового агентства Markswebb:
Business Internet Banking Rank (оценка интернет-банка)
- 2015 — 1 место в категориях лучших интернет-банков и мобильных банков для малого бизнеса, 1 место в отдельном рейтинге онлайн-банкинга для зрелого бизнеса[101]
- 2016 — 1 место (в каждой категории) среди интернет-банков для начинающих предпринимателей и интернет-банков для зрелого бизнеса[102]
- 2017 — 1 место среди интернет-банков для ИП без сотрудников, торгово-сервисных компаний (ТСК) и ВЭД[103]
- 2018 — 1 место среди интернет-банков для ИП, ТСК и ВЭД[104]
- 2019 — 1 место среди интернет-банков для ИП и ВЭД, 2 место среди интернет-банков для ТСК[105]
- 2020 — 1 место в категории банков, где наиболее удобно управлять финансами[106], 3 место среди интернет-банков для ТСП[106]
- 2021 — 4 место среди интернет-банков для компаний МСБ, 4 место среди интернет-банков для ИП без сотрудников[107]
- 2022 — 3 место как интернет-банк для малого бизнеса, 4 место как лучший интернет-банк для ИП[108]

Business Mobile Banking Rank (оценка мобильного приложения)
- 2017 — 1 место (во всех категориях) как лучший мобильный банк для предпринимателей и руководителей на iOS и Android[109]
- 2019 — 3 место среди банковских iPhone-приложений для ИП и 4 место среди Android-платформ[110]

Business Bank Account Opening Rank (оценка банковского обслуживания)
- 2020 — 1 место как лучший опыт открытия счета для действующего бизнеса[111]

Другие рейтинги
- 2016 — «Точка» отмечена IV ежегодной премией в области инноваций и достижений финансовой отрасли «Банковская сфера» в номинации «Работа с малым и средним бизнесом»[112]
- 2017 — мобильное приложение «Точки» заняло 3 место в номинации Peer Recognition Award (англ. Признание коллег) конкурса SME AppsBank Awards, организованного совместно Efma и SAP[113]
- 2019 — «Точка» стала лучшим интернет-банком для малого и среднего бизнеса в странах СНГ и Кавказа по оценке SME Banking Club[114]
- 2020 — банк занял второе место в «Народном рейтинге» с пользовательским голосованием от сервиса «Банки.ру»[115]; 12 место в «Рейтинге работодателей России» от HH.ru[116]

## Компания

### Собственники
В мае 2025 года стало известно, что владельцем компании «Каталитик Пипл», контролирующей 64% «Точки», стали структуры Владимира Потанина — «Т-Технологии» (50,01%) и «Интеррос» (49,99%). Инвестиции в банк прошли в рамках интеграции «Росбанка», который на конец 2023 года контролировал 42% «Точки». 25% банка в 2024 году купила VK, ещё 11% в том же году приобрела 1C.

### Руководство
Генеральный директор «Точки» — Андрей Завадских, сооснователь — Борис Дьяконов (был гендиректором до 2018 года, в мае 2022-го покинул и пост президента).

### Управление
В «Точке» официально внедрена холакратия — система управления, которая заменяет традиционную иерархию менеджмента в компании и позволяет сотрудникам самостоятельно ставить себе цели, принимать решения и нести ответственность за результат. Инициатором перехода к холакратии в «Точке» выступил сам Борис Дьяконов, убедившись, что именно система традиционного менеджмента тормозит рабочие процессы в компании. Также в компании применяются принципы кайдзен-философии, сосредоточенной на непрерывном совершенствовании рабочих процессов.

### Штаб-квартира
Главный офис «Точки» расположен в Екатеринбурге. По состоянию на 2019 год там работала половина сотрудников компании — 900 человек из более чем 1800. По данным «РБК Компании», на январь 2022 в компании числится 2616 человек.